# Ханс Диполд фон Геминген
Ханс Диполд фон Геминген (на немски: Hans Dietrich/Hans Diepold von Gemmingen; * 30 септември 1554 в Мюлхаузен; † 1612 в Дилинген) е благородник от от стария алемански рицарски род Геминген в Крайхгау в Баден-Вюртемберг от „линията Щайнег на фрайхерен фон Геминген“, княжески-аугсбургски съветник и щатхалтер в Дилинген.
Той е син на Ханс Дитрих фон Геминген (1516 – 1566) и съпругата му Магдалена Мундпрат фон Шпигелберг († 1566). Внук е на Ото фон Геминген (1475 – 1558) и Мая Гюс фон Гюсенберг († 1572). Потомък е на Албрехт фон Геминген († пр. 1283) и Гертруд фон Найперг.
Ханс Диполд започва служба като съветник в княжеското епископство Аугсбург, където брат му Йохан Ото фон Геминген (1545 – 1596) е от 1591 г. княжески епископ, и където брат му Ханс Якоб (1553 – 1622) също е съветник. Ханс Диполд е щатхалтер в Дилинген и рицар на Светия Гроб. Седалището му е в Хаймсхайм.
Ханс Диполд фон Геминген умира на 57 години през 1612 г. в Дилинген и е погребан в църквата в Дилинген.

## Фамилия
Ханс Дитрих/Диполд фон Геминген се жени за Барбара фон Фенинген († сл. 1627), дъщеря на Йохан фон Фенинген и Мария фон Найперг. Те имат единадесет деца, от които само седем порастват:
- Георг Диполд (* 1584; † 9 януари 1624, Хаймсхайм), женен 1616 г. за Анна Маргарета фон Кньоринген († 18 април 1665, Мюлхаузен)
- Урсула (* 1588), омъжена за Филип фон Фрайберг цу Айзенберг
- Анна Катарина, омъжена за Кристоф фон Брайтенланденберг, Филип Пуплин фон Ярсдорф
- Валпурга († 1620), омъжена за Ханс Георг Леонродт фон Тругенхофен
- Барбара фон Геминген (* 1596; † 27 октомври 1638, Инсбрук), омъжена на 30 юни 1616 г. в Дилинген за фрайхер Файт Ернст I фон Рехберг (* 1596; † 4 юли 1671, Остерберг)[2]
- Мария Вероника, омъжена за Якоб Трап фон Кроненберг
- Георг Дитрих (1594 – 1644), каноник в Айхщет